# Yeredon Saniona
Yeredon Saniona est une commune du Mali, dans le cercle de Niono et la région de Ségou.